# Liste des films soviétiques sortis en 1963
Cet article présente une liste de films produits en Union soviétique en 1963.

## 1963
Les titres en français sont en grande majorité des traductions et non les titres attribués par les distributeurs dans les pays francophones.
Pour le classement annuel, la liste des titres a été établie en se basant sur les répertoires des pages Wikipédia en russe documentées par Longs métrages soviétiques. Catalogue annoté complétées par les listes des sites «kino-teatr» et «kinopoisk» d'où le nombre important de films que l'on trouve dans les références.
Pour les titres où l'on manque de précisions, seule l'année est indiquée : année de réalisation, année de sortie ou les deux. Bien que cela puisse paraître superflu, 1963 est inscrit pour chacun de ces titres pour montrer que la vérification a été faite.
On remarque que, la plupart du temps, il n'y a pas de première pour les courts métrages ainsi que pour les dessins animés et les documentaires de courte durée.
| Titre                                                                                          | Titre original                                                                | Date de sortie                                                     | Réalisateur |
| ---------------------------------------------------------------------------------------------- | ----------------------------------------------------------------------------- | ------------------------------------------------------------------ | --- |
| À cheval (film, 1962)                                                                          | ru:Ход конём (фильм, 1962)                                                    | 25 mars 1963                                                       | Tatiana Nikolaïevna Loukachevitch (ru)                                                                                                |
| L'Actionnaire                                                                                  | ru:Акционеры (Фильм, 1963)                                                    | 28 février 1963                                                    | Roman Davydov |
| Actrice de la forteresse                                                                       | ru:Крепостная актриса                                                         | 2 novembre 1963                                                    | Roman Tikhomirov |
| Affaire à Dach-Kale                                                                            | ru:Случай в Даш-Кале                                                          | juillet 1963 à Achgabat                                            | Mered Serdarovitch Atakhanov (ru) |
| À la fois en plaisantant, et sérieusement...                                                   | ru:И в шутку, и всерьёз...                                                    | mai 1963 à Alma-Ata                                                | Guerald Leonidovitch Degaltsev, Iouri Potanovitch Mingazitdinov, Iouri Tchoulioukine, Dariga Baïjoumanovna Tnalina, Gouk In Tsoï (ru) |
| L'Ange pécheur                                                                                 | ru:Грешный ангел                                                              | 21 janvier 1963                                                    | Guennadi Kazanski |
| Appassionata (film, 1963)                                                                      | ru:Аппассионата (фильм, 1963)                                                 | 18 juin 1963                                                       | Iouri Mikhaïlovitch Vychinski (ru) |
| Après le mariage (film, 1962)                                                                  | ru:После свадьбы (фильм, 1962)                                                | 21 janvier 1963                                                    | Mikhaïl Ivanovitch Ierchov (ru) |
| Armaguédon (film, 1962)                                                                        | ru:Армагеддон (фильм, 1962)                                                   | 19 février 1963                                                    | Mikhaïl Markovitch Izraïlev (ru) |
| Au devant du rêve                                                                              | ru:Мечте навстречу                                                            | 18 novembre 1963                                                   | Mikhaïl Karioukov et Otar Leontievitch Koberidze (ru)                                                                                 |
| Au royaume des miroirs déformants                                                              | ru:Королевство кривых зеркал (фильм)                                          | 5 mai 1963                                                         | Alexandre Rou |
| À votre porte                                                                                  | ru:У твоего порога                                                            | 27 mars 1963                                                       | Vassili Sergueïevitch Ordynski (ru)                                                                                                   |
| Barankine, sois un homme ! (dessin animé)                                                      | ru:Баранкин, будь человеком! (мультфильм)                                     | 1er avril 1963                                                     | Alexandra Snejko-Blotskaïa |
| Bonjour, Gnat                                                                                  | ru:Здравствуй, Гнат (1962)                                                    | 19 février 1963                                                    | Viktor Illarionovitch Ivtchenko (ru)                                                                                                  |
| Bouleaux dans le vent                                                                          | ru:Берёзы на ветру                                                            | 1963                                                               | Vitalis Grouodis |
| Caïn XVIII                                                                                     | ru:Каин XVIII                                                                 | 6 mars 1963                                                        | Mikhaïl Grigorievitch Chapiro (ru) et Nadejda Kocheverova                                                                             |
| Canonnade (film)                                                                               | ru:Канонада (фильм)                                                           | 24 janvier 1963                                                    | Raimondas Vabalas et Arūnas Žebriūnas                                                                                                 |
| Carrefour (film, 1962)                                                                         | ru:Перекрёсток (фильм, 1962)                                                  | mars 1963 à Alma Ata                                               | Chaken Kenjetaïevitch Aïmanov (ru) |
| C'est arrivé à la police                                                                       | ru:Это случилось в милиции                                                    | 26 aout 1963                                                       | Villen Abramovitch Azarov (ru) |
| Chaleur (film, 1963)                                                                           | ru:Зной (фильм, 1963)                                                         | 4 juin 1963                                                        | Larissa Chepitko |
| Chapeau rose                                                                                   | ru:Розовая шляпа                                                              | 2 décembre 1963 à Tallinn                                          | Velio Karlovitch Kiasper (ru) |
| Le Chemin vers l'arène                                                                         | ru:Путь на арену                                                              | 3 octobre 1963 à Erevan                                            | Levon Guevorkovitch Issaakian (ru) et Genrikh Sourenovitch Malian (ru)                                                                |
| Chourka choisit la mer                                                                         | ru:Шурка выбирает море                                                        | 1er décembre 1963 en diffusion restreinte                          | Iakov Borissovitch Khromtchenko |
| Chronique d'un jour                                                                            | ru:Хроника одного дня                                                         | 29 décembre 1963 en diffusion restreinte                           | Vytautas Žalakevičius |
| Cinq de Ferghana                                                                               | ru:Пятеро из Ферганы                                                          | 4 novembre 1963                                                    | Yoʻldosh Aʼzamov |
| Comment un chaton a construit une maison                                                       | ru:Как котёнку построили дом                                                  | 10 janvier 1963                                                    | Roman Katchanov |
| Conte du vieux cèdre                                                                           | ru:Сказка о старом кедре                                                      | 1er janvier 1963                                                   | Vladimir Dmitrievitch Degtiariov (ru)                                                                                                 |
| Coup franc (film, 1963)                                                                        | ru:Штрафной удар (фильм)                                                      | 4 juillet 1963                                                     | Veniamine Dorman |
| Les Cygnes sauvages (dessin animé)                                                             | ru:Дикие лебеди (мультфильм)                                                  | 10 mai 1963                                                        | Vera Vseslavovna Tsekhanovski et Mikhaïl Tsekhanovski                                                                                 |
| Dans une boucle morte                                                                          | ru:В мёртвой петле                                                            | 31 janvier 1963                                                    | Nikolaï Serafimovitch Ilinski (ru) et Soulamif Moïsseïevna Tsyboulnik (ru)                                                            |
| Le Dernier Pain                                                                                | ru:Последний хлеб                                                             | 19 aout 1963                                                       | Boris Mikhaïlovitch Stepanov (ru) |
| Deux dans la steppe                                                                            | ru:Двое в степи                                                               | 28 avril 1963                                                      | Anatoli Efros |
| Deux Histoires film à sketches (voir Alaverdoba et La Fille en blanc)                          | ru:Два рассказа (киноальманах) ("Алавердоба" и "Девушка в белом")             | mars 1963 à Tbilissi                                               | réalisés respectivement par Gueorgui Chenguelaia et Leïla Konstantinovna Gordeladze (ru)                                              |
| En service                                                                                     | ru:При исполнении служебных обязанностей                                      | 25 décembre 1963 en diffusion restreinte                           | Ilia Iakovlevitch Gourine (ru) |
| Entraîneur d'argent                                                                            | ru:Серебряный тренер                                                          | 9 aout 1963                                                        | Viktor Illarionovitch Ivtchenko (ru)                                                                                                  |
| Entrée dans la vie                                                                             | ru:Вступление (фильм)                                                         | 6 mai 1963                                                         | Igor Talankine |
| Erreur (film, 1962) sketch (voir Petits rêveurs)                                               | ru:Ошибка                                                                     | 9 septembre 1963                                                   | Arseni Dmitrievitch Iastrebov |
| Etoile sur une boucle sketch (voir Petits Rêveurs)                                             | ru:Звезда на пряжке                                                           | 9 septembre 1963                                                   | Viktor Tourov |
| La Fille en blanc sketch (voir Deux Histoires)                                                 | ru:Девушка в белом                                                            | mars 1963 à Tbilissi                                               | Leïla Konstantinovna Gordeladze (ru)                                                                                                  |
| La Fin du monde (film, 1962)                                                                   | ru:Конец света (фильм, 1962)                                                  | 24 juin 1963                                                       | Boris Alekseïevitch Bouneïev (ru) |
| Fin et début                                                                                   | ru:Конец и начало                                                             | 21 octobre 1963                                                    | Manos Zakharias (ru) |
| Le Flot de la Volga                                                                            | ru:Течёт Волга (Фильм,1962)                                                   | 1er mars 1963                                                      | Iakov Aleksandrovitch Seguel (ru) |
| Formateurs (film, 1961)                                                                        | ru:Дрессировщики фильм, 1961                                                  | 24 mars 1963                                                       | Vsevolod Ivanovitch Tsvetkov |
| Le Grand Chemin                                                                                | ru:Большая дорога (фильм)                                                     | 1er janvier 1963                                                   | Iouri Ozerov |
| Grand et petit                                                                                 | ru:Большие и маленькие                                                        | 20 juillet 1963                                                    | Maria Nikolaïevna Fiodorova (ru) |
| Hautes eaux (film, 1962)                                                                       | ru:Половодье (фильм, 1962)                                                    | 22 avril 1963                                                      | Iskra Leonidovna Babitch (ru) |
| Hé quelqu'un ! (film, 1962)                                                                    | ru:Эй, кто-нибудь! (фильм, 1962)                                              | 14 octobre 1963                                                    | Boris Vladimirovitch Iachine (ru) et Andreï Smirnov                                                                                   |
| L'Histoire d'une mère                                                                          | ru:Сказ о матери (фильм)                                                      | aout 1963 à Alma-Ata                                               | Aleksandr Iakovlevitch Karpov (ru) |
| Histoires courtes (film, 1963)                                                                 | ru:Короткие истории (фильм, 1963)                                             | 30 mars 1963                                                       | Mikhaïl Grigorievitch Grigoriev (ru)                                                                                                  |
| Les Hommes d'affaires                                                                          | ru:Деловые люди                                                               | 27 mai 1963                                                        | Leonid Gaïdaï |
| Il n'y aura pas de silence                                                                     | ru:Тишины не будет                                                            | 14 octobre 1963 à Moscou                                           | Boris Arievitch Kimiagarov |
| Ils conquièrent le ciel                                                                        | ru:Им покоряется небо                                                         | 28 juillet 1963 au Festival international du film de Locarno       | Tatiana Lioznova |
| Iolanta (opéra filmé)                                                                          | ru:Иоланта (фильм-опера)                                                      | 20 avril 1963 à Riga                                               | Vladimir Mikhaïlovitch Gorikker (ru)                                                                                                  |
| J'ai acheté un papa                                                                            | ru:Я купил папу                                                               | 28 avril 1963                                                      | Ilia Frez |
| Je suis chauffeur de taxi                                                                      | ru:Я - шофёр такси                                                            | première annoncée : 3 octobre 1963 mais le film n'est jamais sorti | Lev Izraïlevitch Tsoutsoulkovski (ru)                                                                                                 |
| La Journée de Ioulkine sketch (voirPetits rêveurs)                                             | ru:Юлькин день                                                                | 9 septembre 1963                                                   | Oleg Nikiforovitch Gretchikho |
| Kou-ka-re-kou !                                                                                | ru:Ку-ка-ре-ку!                                                               | 1963                                                               | Teodor Zakharovitch Bounimovitch (ru) et Anatoli Gueorguievitch Karanovitch (ru)                                                      |
| La Loi de L'Antarctique                                                                        | ru:Закон Антарктиды                                                           | 13 janvier 1963 à Moscou                                           | Timofeï Vassilievitch Levtchouk (ru)                                                                                                  |
| Luciole n° 3                                                                                   | ru:Светлячок № 3                                                              | 1963                                                               | Lev Issaakovitch Miltchine (ru) |
| Lumière bleue (téléfilm, 1963)                                                                 | ru:Голубой огонёк (телефильм, 1963)                                           | 31 décembre 1963 à la télévision                                   | Edouard Gaïkovitch Abalov |
| Maintenant laisse-le partir                                                                    | ru:Теперь пусть уходит                                                        | 28 septembre 1963 à la télévision                                  | Sergueï Petrovitch Aleksseïev (ru) |
| Maîtresse de la rivière de l'ours                                                              | ru:Хозяйка Медвежьей речки                                                    | 4 novembre 1963 à la télévision                                    | Vladimir Aleksandrovitch Khramov |
| Marié sans diplôme                                                                             | ru:Жених без диплома                                                          | 25 aout 1963                                                       | Levan Iossifovitch Khotivari (ru) |
| Mémoire d'une génération (téléfilm)                                                            | ru:Память поколения (телефильм)                                               | 10 novembre 1963 à la télévision                                   | Mark Evseïevitch Orlov (ru) |
| Merci au printemps                                                                             | ru:Спасибо за весну                                                           | 14 janvier 1963                                                    | Gounar Nikolaïevitch Piessis |
| Mystère (film, 1963)                                                                           | ru:Тайна (фильм, 1963)                                                        | 12 décembre 1963                                                   | Faïk Agarzaïevitch Gassanov |
| Le Nez (dessin animé, 1963)                                                                    | ru:Нос (мультфильм, 1963)                                                     | 10 juin 1963                                                       | Alexandre Alexeïeff et Claire Parker                                                                                                  |
| Nous avons conduit, nous avons conduit...                                                      | ru:Ехали мы, ехали…                                                           | 17 juin 1963                                                       | Iefim Iossifovitch Berezine (ru) et Iouri Trofimovitch Timochenko (ru)                                                                |
| Nous sommes deux hommes                                                                        | ru:Мы, двое мужчин                                                            | 22 juillet 1963                                                    | Iouri Semionovitch Lyssenko (ru) |
| L'Oiseau aveugle                                                                               | ru:Слепая птица                                                               | 30 décembre 1963                                                   | Boris Doline |
| Paliastomi (film, 1963)                                                                        | ru:Палиастоми (фильм)                                                         | 10 octobre 1963 à Tbilissi                                         | Semion Vissarionovitch Dolidze (ru)                                                                                                   |
| La Petite Gare                                                                                 | ru:Полустанок (фильм, 1963)                                                   | 24 novembre 1963                                                   | Boris Barnet |
| Petits rêveurs Film à sketches (voir La Journée de Ioulkine, Erreur et L'Etoile sur la boucle) | ru:Маленькие мечтатели (киноальманах) (Юлькин день, Ошибка, Звезда на пряжке) | 9 septembre 1963                                                   | réalisés respectivement par Oleg Nikiforovitch Gretchikho, Arseni Dmitrievitch Iastrebov et Viktor Tourov                             |
| La Pomme de discorde                                                                           | ru:Яблоко раздора (фильм)                                                     | 19 avril 1963                                                      | Iekaterina Grigorievna Stachevskaïa-Narodintskaïa (ru) et Valentin Ploutchek                                                          |
| Les poupées rient                                                                              | ru:Куклы смеются                                                              | 17 juin 1963 à Tbilissi                                            | Nikolaï Konstantinovitch Sanichvili (ru)                                                                                              |
| Quand les ponts sont levés                                                                     | ru:Когда разводят мосты                                                       | 20 mai 1963                                                        | Viktor Fiodorovitch Sokolov (ru) |
| Quatre dans la même peau                                                                       | ru:Четверо в одной шкуре                                                      | 1963                                                               | Guenrikh Roubenovitch Markarian (ru)                                                                                                  |
| Rat sur un plateau                                                                             | ru:Крыса на подносе                                                           | 8 mars 1963 à la télévision                                        | Andreï Toutychkine |
| La Reine des stations-service                                                                  | ru:Королева бензоколонки                                                      | 18 février 1963                                                    | Nikolaï Ignatievitch Litous (ru) et Alekseï Aleksandrovitch Michourine (ru)                                                           |
| Rencontrez Balouev (film)                                                                      | ru:Знакомьтесь, Балуев (фильм)                                                | 7 juillet 1963 au Festival international du film de Moscou         | Viktor Grigorievitch Komissarjevski (ru)                                                                                              |
| Réseaux en nylon                                                                               | ru:Капроновые сети                                                            | 10 juin 1963                                                       | Levan Aleksandrovitch Chenguelia (ru) et Guennadi Poloka                                                                              |
| Rue des cosmonautes                                                                            | ru:Улица космонавтов (фильм)                                                  | 30 décembre 1963 à Moscou                                          | Marianna Rochal |
| Rue Newton, bâtiment 1                                                                         | ru:Улица Ньютона, дом 1                                                       | 21 octobre 1963                                                    | Teodor Iourievitch Voulfovitch (ru)                                                                                                   |
| Sans peur et sans reproche                                                                     | ru:Без страха и упрёка                                                        | 26 avril 1963                                                      | Alexandre Mitta |
| Seizième Printemps                                                                             | ru:Шестнадцатая весна                                                         | 15 juillet 1963                                                    | Iaropolk Leonidovitch Lapchine (ru)                                                                                                   |
| Le Sentier marin                                                                               | ru:Морская тропа                                                              | 18 septembre 1963 à Tbilissi                                       | Revaz Tchkheidze |
| Sentiers dans la neige                                                                         | ru:Снежные дорожки                                                            | 27 mai 1963                                                        | Boris Petrovitch Diojkine (ru) |
| Seules les statues se taisent                                                                  | ru:Молчат только статуи                                                       | 18 février 1963                                                    | Vladimir Terentievitch Denissenko (ru)                                                                                                |
| Si un camarade appelle                                                                         | ru:Если позовёт товарищ                                                       | 19 juillet 1963                                                    | Aleksandr Gavrilovitch Ivanov (ru) |
| Les Soucis de demain                                                                           | ru:Завтрашние заботы                                                          | 1er septembre 1963                                                 | Grigori Aronov et Boudimir Metalnikov                                                                                                 |
| Sous un même toit                                                                              | ru:Под одной крышей (фильм, 1962)                                             | 28 janvier 1963 à Tallinn                                          | Igor Ivanovitch Ieltsov (ru) |
| Tcheriomouchki (film)                                                                          | ru:Черёмушки (фильм)                                                          | 1er avril 1963                                                     | Herbert Rappaport |
| Tout reste aux hommes                                                                          | ru:Всё остаётся людям                                                         | 28 décembre 1963                                                   | Gueorgui Natanson |
| La Tragédie optimiste (film)                                                                   | ru:Оптимистическая трагедия (фильм, 1963)                                     | Entre le 9 et le 23 mai au Festival de Cannes 1963                 | Samson Samsonov |
| Le Train le plus lent                                                                          | ru:Самый медленный поезд                                                      | 18 ou 23 septembre 1963                                            | Vladimir Krasnopolski et Valeri Ivanovitch Ouskov (ru)                                                                                |
| Trains du matin                                                                                | ru:Утренние поезда                                                            | 4 ou 8 décembre 1963                                               | Frounze Vaguinakovitch Dovlatian (ru) et Lev Solomonovitch Mirski (ru)                                                                |
| Trois hommes gros (dessin animé)                                                               | ru:Три толстяка (мультфильм)                                                  | 3 juin 1963                                                        | Valentina Semionovna Broumberg (ru) et Zinaïda Semionovna Broumberg (ru)                                                              |
| La Troisième fusée (film)                                                                      | ru:Третья ракета (фильм)                                                      | 16 septembre 1963                                                  | Richard Viktorov |
| Troisième mi-temps                                                                             | ru:Третий тайм                                                                | 11 avril 1963                                                      | Ievgueni Iefimovitch Karelov (ru) |
| Trois jours après l'immortalité                                                                | ru:Трое суток после бессмертия                                                | 21 décembre 1963                                                   | Vladimir Zakharovitch Dovgan (ru) |
| Trois plus deux (film)                                                                         | ru:Три плюс два (фильм)                                                       | 3 juillet 1963 à Moscou                                            | Guenrikh Oganessian |
| Tu n'es pas orphelin                                                                           | ru:Ты не сирота                                                               | 4 mars 1963 à Moscou                                               | Choukhrat Abbassov |
| Tu n'es pas seul (téléfilm)                                                                    | ru:Ты не один (телефильм)                                                     | 9 novembre 1963                                                    | Edouard Aleksandrovitch Gavrilov (ru) et Valeri Ivanovitch Kremniov (ru)                                                              |
| Un conte africain                                                                              | ru:Африканская сказка                                                         | 1er janvier 1963                                                   | Leonid Varsanofievitch Aristov (ru) et Igor Iossifovitch Nikolaïev (ru)                                                               |
| Un trajet à vide                                                                               | ru:Порожний рейс                                                              | 11 février 1963                                                    | Vladimir Venguerov |
| Une ville extraordinaire                                                                       | ru:Необыкновенный город                                                       | 3 avril 1963                                                       | Viktor Eïssymont |
| Vacances (film, 1962)                                                                          | ru:Каникулы (Фильм,1962)                                                      | 18 février 1963                                                    | Merab Artchilovitch Kokotchachvili (ru)                                                                                               |
| La Vie d'abord                                                                                 | ru:Жизнь сначала                                                              | 1er avril 1963                                                     | Lev Sergueïevitch Roudnik (ru) |
| Vol vers mille soleils                                                                         | ru:Полёт к тысячам солнц                                                      | 1963                                                               | Alekseï Vassilievitch Erine |